# Lina Geyer

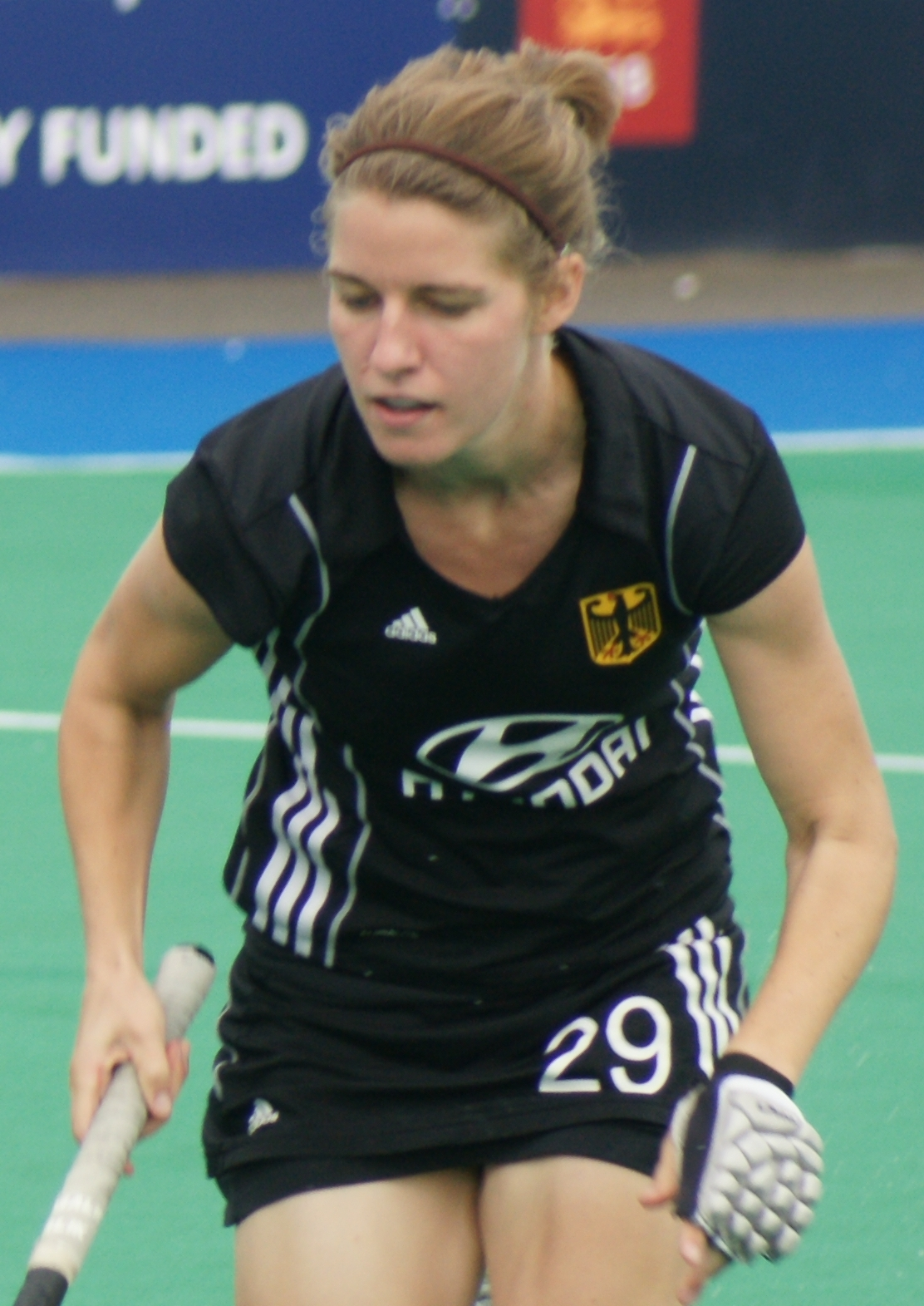
Lina Geyer (rechts, 2009)

Lina Woods (geb. Geyer, * 8. Juli 1986 in Neuss) ist eine deutsche Hockeyspielerin.

## Sportliche Karriere
Lina Woods begann bei Schwarz-Weiß Neuss mit dem Hockeyspiel. Mit den Neussern wurde sie A-Jugend-Meisterin. Zuletzt spielte sie in der Hallenbundesliga, im Freien war die Mittelfeldspielerin in der Feldhockey-Bundesliga Damen aktiv, zudem in der irischen Mannschaft Cork Harlequins Sports Club.
Seit 2002 durchlief Lina Woods die Jugendnationalmannschaften des Deutschen Hockey-Bundes. 2002 wurde sie Europameisterin mit der U16-Nationalmannschaft. 2005 wurde sie Vizeweltmeisterin mit der U21-Mannschaft, die 2006 dann die Europameisterschaft gewann. Nach diesen Erfolgen debütierte Lina Woods Silvester 2006 in der deutschen Hockeynationalmannschaft. 2007 belegte sie mit der deutschen Mannschaft den dritten Platz bei der FIH Champions Trophy, 2008 erreichte sie den zweiten Platz.
Lina Woods nahm 2008 an den Olympischen Spielen in Peking teil, bei denen die deutsche Damen-Hockeynationalmannschaft den vierten Rang belegte.
Lina Woods hat in 93 Länderspielen 1 Tor erzielt.(Stand 2021).
Sie lebt mit ihrer Familie im Ausland.

## Quellnachweise
1. ↑  https://www.irishexaminer.com/sport/arid-20422673.html abgerufen am 28. März 2021

| Personendaten    | Personendaten            |
| ---------------- | ------------------------ |
| NAME             | Geyer, Lina              |
| ALTERNATIVNAMEN  | Woods, Lina              |
| KURZBESCHREIBUNG | deutsche Hockeyspielerin |
| GEBURTSDATUM     | 8. Juli 1986             |
| GEBURTSORT       | Neuss                    |